# Club Athlétique Bizertin
Il Club Athlétique Bizertin è una società calcistica tunisina di Biserta. Milita nella Ligue Professionelle 1, la massima divisione del campionato tunisino di calcio.
Fondata nel 1928, la squadra, i cui colori sociali sono il bianco e il rosso, disputa le partite casalinghe allo stadio Hamadi Bejaoui di Biserta, impianto da 20 000 posti. A livello nazionale vanta la vittoria di 4 campionati tunisini, 3 Coppe di Tunisia, una Coppa di Lega tunisina e una Supercoppe di Tunisia, mentre in ambito internazionale si è aggiudicato una Coppa delle Coppe d'Africa ed è stato il primo club tunisino ad aggiudicarsi un trofeo continentale.

## Storia
La fondazione del Club Athlétique Bizertin risale al 12 luglio 1928 per opera di un gruppo di tunisini che diedero molto rapidamente un significato politico all'iniziativa. A differenza di altri club, si trattava di un sodalizio composto da soli arabi e non da europei, per cui le autorità del protettorato francese, sospettando intenzioni più politiche in questa attività, osteggiarono il neonato club sportivo.
Il primo presidente del club fu Youssef Sfaxi. Tra il personale amministrativo e la squadra sportiva dell'epoca figuravano numerosi rappresentanti delle grandi famiglie di Biserta. Fu nel 1936 che la squadra raggiunse la massima serie (campionato del nord), da cui retrocesse l'anno successivo, alla fine del campionato del 1937, per motivi amministrativi e sportivi, malgrado si fosse piazzata al secondo posto. Il ritorno del club nella massima serie, due anni dopo, fu oscurato dallo scoppio della seconda guerra mondiale. Il calcio riprese nel 1943 e il club vinse il campionato nel 1944, per poi ripetersi nel 1945 e nel 1948. Dall'inizio degli anni cinquanta il club divenne un simbolo di resistenza al protettorato francese e una piattaforma per il nazionalismo tunisino, tanto che anche prima dell'indipendenza della Tunisia la sede del club ricevette la visita del leader nazionalista Habib Bourguiba.
A partire dalla fine degli anni sessanta, grazie a un organico rinnovato, il club visse una seconda epoca d'oro dopo quella della seconda metà degli anni quaranta. La giovane generazione divenne campione tunisina nella categoria minime nel 1968, 1969 e 1971 e nella categoria cadetti nel 1975. Il Bizertin vinse inoltra per la prima volta la Coppa di Tunisia nel 1982.
Nel 1984 il club vinse per la quarta volta il campionato, il primo vinto dalla squadra di Biserta nella Tunisia indipendente, e la Supercoppa di Tunisia. Tre anni dopo questa generazione di giocatori provenienti dalle giovanili del club regalò al Bizertin una seconda vittoria nella Coppa di Tunisia (1987), per poi condurre la squadra alla vittoria della Coppa delle Coppe d'Africa nel 1988, facendo del Bizertin il primo club tunusino capace di aggiudicarsi un trofeo continentale. Il Bizertin continuò a essere un club importante fino alla metà degli anni novanta, per poi decadere.
Nel 2004 il digiuno di successi fu interrotto dalla vittoria della Coppa di Lega tunisina, mentre nel 2007 il club sfuggì per un pelo alla retrocessione grazie a un allenatore tunisino, Mokhtar Tlili, che subentrò alla fine della stagione, sostituendo il brasiliano Paolo Rubim, e riuscì a mantenere il club in massima serie nonostante avesse inizialmente solo 12 punti. La squadra si classificò alla fine del torneo al terzultimo posto con 25 punti.
Dopo aver eletto un nuovo presidente per la stagione 2009-2010 (Saïd Lassoued, che era già stato presidente dal 1987 al 1989), la squadra ebbe un buon inizio di stagione (13 punti su 15 disponibili) utilizzando giocatori giovani come Wajdi Jabbari e Farouk Ben Mustapha (capitano) sotto la direzione dell'allenatore Larbi Zouaoui. La stagione fu conclusa al quarto posto, che sancì il ritorno del club alle competizioni continentali. Per la stagione 2010-2011 i tifosi elessero un nuovo presidente, Mehdi Ben Gharbia, un giovane imprenditore. La squadra chiuse poi la stagione al quarto posto in classifica. La stagione 2011-2012 fu segnata dall'arrivo di molti giocatori che militavano nel campionato tunisino e di stranieri come il libico Ahmed Zuway; la squadra si classificò seconda, qualificandosi alla CAF Champions League.
Nel 2013 la squadra vinse la Coppa di Tunisia per la terza volta e si è qualificata per la Coppa della Confederazione CAF.

## Palmarès

### Competizioni nazionali
- Campionato tunisino: 4

1944, 1945, 1948, 1984
- Coppa di Tunisia: 3

1982, 1987, 2013
- Coppa di Lega tunisina: 1

2004
- Supercoppa di Tunisia: 1

1984

### Competizioni internazionali
- Coppa delle Coppe d'Africa: 1

1988

### Altri piazzamenti
- Campionato tunisino:

Secondo posto: 1991-1992, 1998-1999, 2011-2012
Terzo posto: 1992-1993
- Coppa di Tunisia:

Finalista: 1925-1926, 1950-1951, 2006-2007, 2023-2024
Semifinalista: 2017-2018
- Coupe de la Ligue Professionelle:

Finalista: 2004-2005
- Supercoppa di Tunisia:

Finalista: 1987, 2018
- Coppa della Confederazione CAF:

Semifinalista: 2013
- Coppa CAF:

Semifinalista: 1992

## Partecipazioni in competizioni CAF
- CAF Champions League: 2

1985 : Secondo turno
2013 : Secondo turno
- Coppa CAF: 2

1992 : Semifinalista
2000 : Secondo turno
- Coppa della Confederazione CAF 1

2013 : Semifinalista
- Coppa delle Coppe d'Africa: 2

1988 : Campione
1989 : Secondo turno

## Organico

### Rosa 2024-2025
| N. |                    | Ruolo | Calciatore                 |
| -- | ------------------ | ----- | -------------------------- |
| 1  | Tunisia (bandiera) | P     | Kais Amdouni               |
| 4  | Tunisia (bandiera) | D     | Rayane Rehimi              |
| 5  | Tunisia (bandiera) | C     | Achref Ferchichi           |
| 6  | Senegal (bandiera) | D     | Abdou Seydi                |
| 7  | Tunisia (bandiera) | A     | Khalil Balbouz             |
| 8  | Tunisia (bandiera) | D     | Yasser Mechergui           |
| 9  | Tunisia (bandiera) | C     | Rayan Mechergui            |
| 10 | Senegal (bandiera) | C     | Alassane Kante             |
| 11 | Tunisia (bandiera) | A     | Ahmed Amri                 |
| 12 | Nigeria (bandiera) | A     | Favour Onyemaechi Adegbile |
| 13 | Algeria (bandiera) | A     | Abderraouf Othmani         |
| 14 | Tunisia (bandiera) | D     | Firas Akeremi              |
| 15 | Senegal (bandiera) | C     | Ibrahima Cissoko           |
| 17 | Tunisia (bandiera) | C     | Iyed Midani                |
| 18 | Senegal (bandiera) | A     | Momar Diop                 |

| N. |                     | Ruolo | Calciatore            |
| -- | ------------------- | ----- | --------------------- |
| 19 | Algeria (bandiera)  | A     | Youcef Fellahi        |
| 20 | Tunisia (bandiera)  | D     | Malek Doukali         |
| 21 | Francia (bandiera)  | C     | Firas Ben Othman      |
| 24 | Tunisia (bandiera)  | D     | Mohamed Allela        |
| 25 | Tunisia (bandiera)  | C     | Alaeddine Bouallegui  |
| 26 | Norvegia (bandiera) | C     | Oussama Ali           |
| 27 | Tunisia (bandiera)  | P     | Achraf Krir           |
| 28 | Tunisia (bandiera)  | C     | Mohamed Sadok Jammali |
| 29 | Tunisia (bandiera)  | A     | Zied Aloui            |
| 30 | Tunisia (bandiera)  | D     | Abdelmajid Haouachi   |
| 31 | Tunisia (bandiera)  | D     | Aziz Guesmi           |
| 33 | Tunisia (bandiera)  | C     | Aymen Amri            |
|    | Nigeria (bandiera)  | A     | Olamilekan Ayinde     |
|    | Tunisia (bandiera)  | C     | Othman Charfeddine    |